# Ludwigia

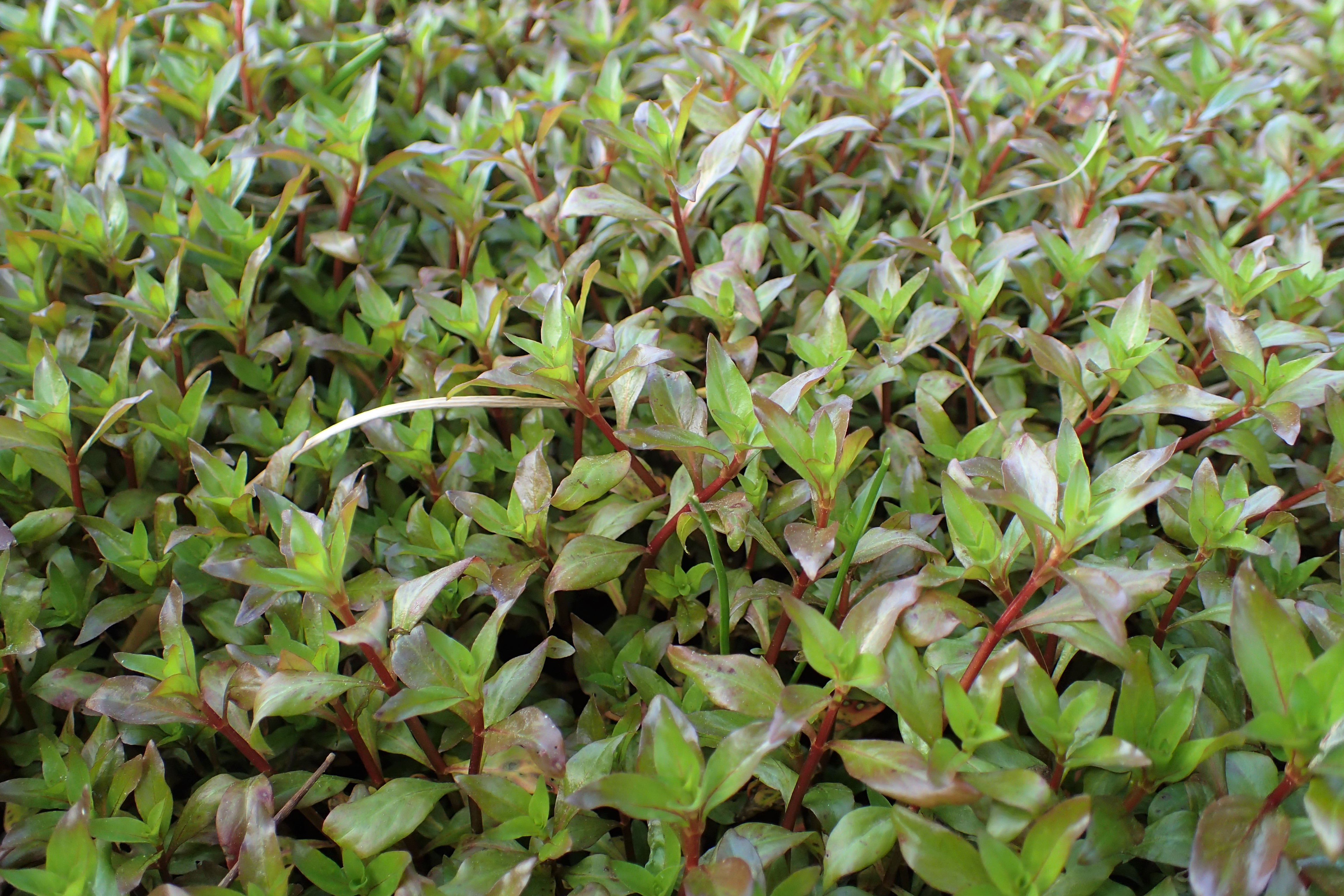
Ludwigia błotna

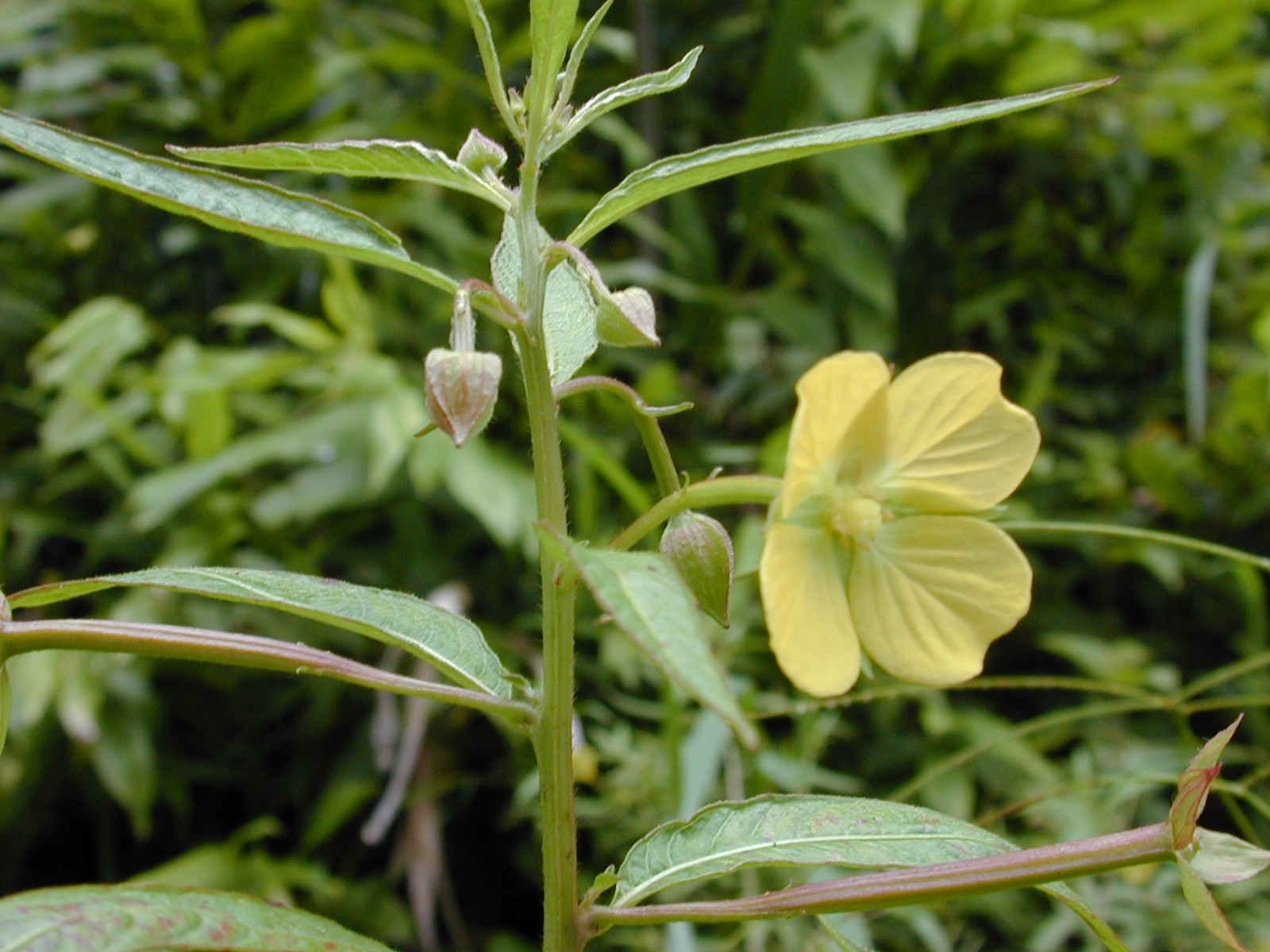
Ludwigia octovalvis

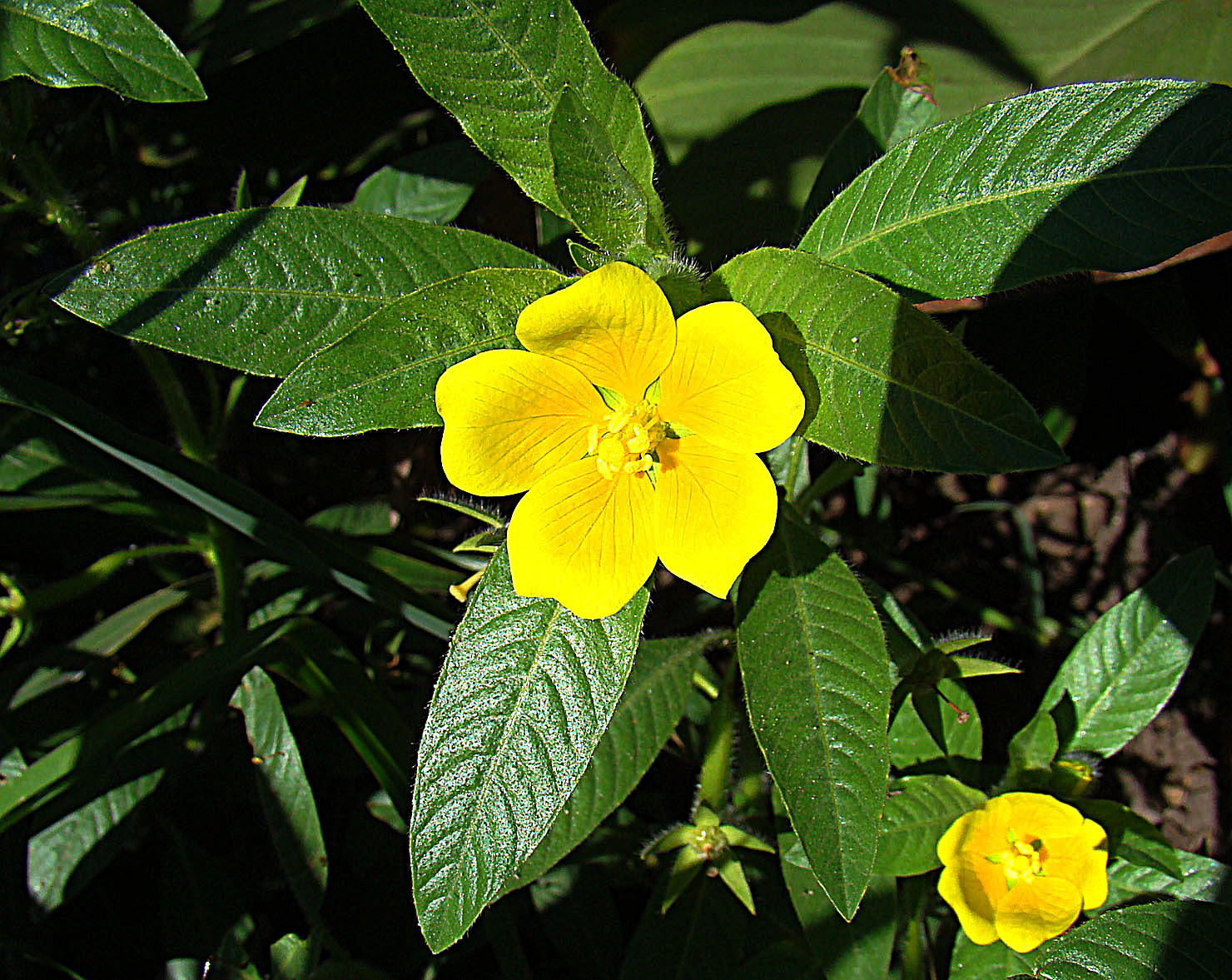
Ludwigia peploides

Ludwigia, płytek (Ludwigia L.) – rodzaj roślin z rodziny wiesiołkowatych (Onagraceae), obejmujący w zależności od ujęcia 82–91 gatunków. Jest to rodzaj o zasięgu kosmopolitycznym, z centrum zasięgu w strefie tropikalnej. Do polskiej flory należał tylko jeden gatunek – ludwigia błotna (Ludwigia palustris), współcześnie już wymarły.
Nazwa Ludwigia została nadana przez Karola Linneusza dla upamiętnienia niemieckiego botanika Christiana Gottlieba Ludwiga (1709-1773).

## Morfologia
PokrójRośliny zielne o cienkich, pokładających się i wznoszących się pędach, korzeniących w węzłach, rzadziej krzewy i niewielkie drzewa. Organy podwodne często gąbczaste z powodu rozwoju tkanki powietrznej.
LiścieSkrętoległe, rzadko naprzeciwległe, całobrzegie, z drobnymi, zwykle odpadającymi przylistkami.
KwiatySkupione w kłosy lub grona wyrastające szczytowo lub w kątach górnych liści. Są promieniste i obupłciowe. Działki kielicha są trwałe, zwykle w liczbie 4 lub 5. Płatki korony w liczbie takiej jak działki, białe lub żółte, czasem zredukowane. Pręciki w liczbie równej działkom lub dwukrotnie większej. Zalążnia z liczbą komór odpowiadającą liczbie działek, rzadziej większą, na szczycie spłaszczona lub stożkowata.
OwoceOwalna lub cylindryczna torebka zawierająca liczne nasiona.

## Systematyka
Do rodzaju włączono gatunki dawniej wyodrębniane w rodzaju Jussiaea na podstawie różnicy w liczbie pręcików (u Ludwigia równej liczbie płatków, u Jussiaea dwukrotnie większej), ponieważ cecha różniąca okazała się nie być znacząca taksonomicznie. Rodzaj jest wyraźnie odrębny od pozostałych przedstawicieli rodziny wiesiołkowatych (Onagraceae) i dlatego wyodrębniany jest w randze podrodziny Ludwigioideae. Istotną rolę w jego ewolucji (różnicowaniu) odegrała poliploidyzacja i autogamia.
Rodzaj należy do rodziny wiesiołkowatych (Onagraceae Juss.), która wraz z siostrzaną grupą krwawnicowatych (Lythraceae) wchodzi w skład rzędu mirtowców (Myrtales). Rząd należy do kladu różowych (rosids) i w jego obrębie jest kladem siostrzanym bodziszkowców.
Pozycja w systemie Reveala (1993-1999)
Gromada okrytonasienne Magnoliophyta Cronquist, podgromada Magnoliophytina Frohne & U. Jensen ex Reveal, klasa Rosopsida Batsch, podklasa różowe Rosidae Takht., nadrząd Myrtanae Takht., rząd mirtowce Myrtales Rchb., podrząd Onagrineae Rchb., rodzina wiesiołkowate Onagraceae Juss., rodzaj ludwigia Ludwigia L..
Wykaz gatunków(wybór)
- Ludwigia abyssinica  A.Rich.
- Ludwigia adscendens  (L.) H.Hara
- Ludwigia affinis  (DC.) H.Hara
- Ludwigia africana  (Brenan) H.Hara
- Ludwigia alata  Elliott
- Ludwigia albiflora  Ramamoorthy
- Ludwigia alternifolia  L.
- Ludwigia anastomosans  (DC.) H. Hara
- Ludwigia arcuata  Walter
- Ludwigia bonariensis  (Micheli) H. Hara
- Ludwigia brachyphylla  (Micheli) H. Hara
- Ludwigia brenanii  H.Hara
- Ludwigia brevipes  (Long) Eames
- Ludwigia bullata  (Hassl.) H. Hara
- Ludwigia burchellii  (Micheli) H.Hara
- Ludwigia caparosa  (Cambess.) H. Hara
- Ludwigia clavellina  M. Gómez
- Ludwigia curtissii  Chapm.
- Ludwigia decurrens  Walter
- Ludwigia densiflora  (Micheli) H.Hara
- Ludwigia didymosperma  (H. Perrier) H. Hara
- Ludwigia dodecandra  (DC.) Zardini & P.H. Raven
- Ludwigia elegans  (Cambess.) H.Hara
- Ludwigia epilobioides  Maxim.
- Ludwigia erecta  (L.) H.Hara
- Ludwigia filiformis  (Micheli) Ramamoorthy
- Ludwigia foliobracteolata  (Munz) H.Hara
- Ludwigia glandulosa  Walter
- Ludwigia grandiflora  (Michx.) Greuter & Burdet
- Ludwigia hassleriana  (Chodat) Ramamoorthy
- Ludwigia helminthorrhiza  (Mart.) H.Hara
- Ludwigia hexapetala  (Hook. & Arn.) Zardini, H.Y. Gu & P.H. Raven
- Ludwigia hirtella  Raf.
- Ludwigia hookeri  (Micheli) H. Hara
- Ludwigia hyssopifolia  (G.Don) Exell
- Ludwigia inclinata  (L.f.) M.Gómez
- Ludwigia irwinii  Ramamoorthy
- Ludwigia jussiaeoides  Desr.
- Ludwigia lacustris  Eames
- Ludwigia lagunae  (Morong) H. Hara
- Ludwigia lanceolata  Elliott
- Ludwigia laruotteana  (Cambess.) H. Hara
- Ludwigia latifolia  (Benth.) H.Hara
- Ludwigia leptocarpa  (Nutt.) H.Hara
- Ludwigia linearis  Walter
- Ludwigia linifolia  Poir.
- Ludwigia longifolia  (DC.) H.Hara
- Ludwigia major  (Micheli) Ramamoorthy
- Ludwigia maritima  R.M. Harper
- Ludwigia martii  (Micheli) Ramamoorthy
- Ludwigia mexiae  (Munz) H. Hara
- Ludwigia micrantha  (Kunze) H.Hara
- Ludwigia microcarpa  Michx.
- Ludwigia multinervia  (Hook. & Arn.) Ramamoorthy
- Ludwigia myrtifolia  (Cambess.) H. Hara
- Ludwigia natans  Elliott
- Ludwigia neograndiflora  (Munz) H. Hara
- Ludwigia nervosa  (Poir.) H.Hara
- Ludwigia nesaeoides  Perrier de la Bathie
- Ludwigia octovalvis  (Jacq.) P.H.Raven
- Ludwigia ovalis  Miq.
- Ludwigia palustris  (L.) Elliott – ludwigia błotna
- Ludwigia peploides  (Kunth) P.H.Raven
- Ludwigia perennis  L.
- Ludwigia peruviana  (L.) H.Hara
- Ludwigia pilosa  Walter
- Ludwigia polycarpa  Short & R. Peter
- Ludwigia potamogeton  (Micheli) H. Hara
- Ludwigia prostrata  Roxb.
- Ludwigia pseudonarcissus  (Chodat & Hassl.) Ramamoorthy
- Ludwigia quadrangularis  (Micheli) H.Hara
- Ludwigia ravenii  C. I Peng
- Ludwigia repens  J.R. Forst.
- Ludwigia rigida  (Miq.) Sandwith
- Ludwigia sedioides  (Humb. & Bonpl.) H.Hara
- Ludwigia senegalensis  (DC.) Troch.
- Ludwigia sericea  (Cambess.) H.Hara
- Ludwigia simpsonii  Chapm.
- Ludwigia × simulata Small
- Ludwigia spathulata  Torr. & A. Gray
- Ludwigia speciosa  (Brenan) Hoch, Goldblatt & P.H. Raven
- Ludwigia sphaerocarpa  Elliott
- Ludwigia stenorraphe  (Brenan) H.Hara
- Ludwigia stricta  (C. Wright ex Griseb.) C. Wright
- Ludwigia suffruticosa  Walter
- Ludwigia × taiwanensis C. I Peng
- Ludwigia tepicana  M.E. Jones
- Ludwigia tomentosa  (Cambess.) H. Hara
- Ludwigia torulosa  (Arn.) H.Hara
- Ludwigia uruguayensis  (Cambess.) H.Hara
- Ludwigia virgata  Michx.

## Zastosowanie
- Rośliny ozdobne: niektóre gatunki są hodowane w akwariach lub oczkach wodnych.